# Distrito de Höfe
El distrito de Höfe (en alemán Bezirk Höfe) es uno de los seis distritos del cantón de Schwyz (Suiza). Tiene una superficie de 44,4 km². La capital de las instituciones distritales es Wollerau, mientras que la Landsgemeinde es rotada entre Wollerau (4 años, 2005-2008) y Pfäffikon (2 años, 2009-2010).

## Geografía
Situado al sur del lago de Zúrich, el distrito de Höfe limita al norte con el distrito de Meilen (ZH), al noreste con el de See-Gaster (SG), al este con el de March, al sur con el de Einsiedeln, al suroeste con el cantón de Zug, y al oeste con el distrito de Horgen (ZH).

## Comunas
| Distrito de Höfe | Distrito de Höfe       | Distrito de Höfe |
| Comunas          | Población (31.12.2008) | Superficie km²   |
| ---------------- | ---------------------- | ---------------- |
| Feusisberg       | 4650                   | 17,6             |
| Freienbach       | 15 681                 | 20,3             |
| Wollerau         | 6969                   | 6,5              |
| Total (3)        | 27 300                 | 44,4             |